# Les Rescapés de Sobibor
Pour plus de détails, voir Fiche technique et Distribution.
Les Rescapés de Sobibor ou L'Évasion de Sobibor (Escape from Sobibor) est un téléfilm réalisé par Jack Gold et diffusé en 1987 sur le soulèvement dans le camp d'extermination de Sobibor.

## Résumé
Trois prisonniers s'évadent du Camp d'extermination de Sobibor. Ils passent sous la clôture et traversent un champ de mines. Impossible de savoir s'ils en sortiront vivants, car ils disparaissent derrière le nuage de poussière causé par l'explosion des mines.
Des trains roulent vers le camp d'extermination et, à leur arrivée les Juifs déportés sont accueillis par les SS avec musique et haut-parleurs. On sélectionne alors ceux qui sont capables de travailler, les autres sont envoyés dans les chambres à gaz après qu'on leur a dit qu'ils sont dans un camp de travail et qu'on les traitera bien.
Luka est retenue avant d'être envoyée dans les chambres à gaz parce qu'elle prétend être couturière ; Stanisław Szmajzner échappe lui aussi à la mort après avoir montré à Karl Frenzel que sa valise contient des outils, ce qui prouve qu'il est orfèvre. Il sauve aussi sans le savoir son frère, qu'il présente comme son assistant. Ce n'est que quelques jours plus tard que les deux frères se rendent compte que le reste de leur famille, comme la plupart de ceux qui étaient dans les trains, ont été dès le premier jour assassinés dans la chambre à gaz puis incinérés. Se présentant comme couturière, une femme avec son bébé parvient et à le cacher un certain temps dans la baraque du tailleur. Cependant, le SS Gustav Wagner les découvre ; il offre la vie sauve à la femme, mais dans un excès de panique cette dernière lui crache au visage, il tire alors sur elle, puis abat l'enfant.
Réunis autour de Léon Feldhendler, les hommes mettent au point depuis un certain temps un moyen de s'évader, mais c'est une tâche presque insoluble. Lorsque treize hommes employés à travailler le bois à l'extérieur du camp profitent de l'occasion pour s'enfuir, ils sont ensuite capturés ; on les force à choisir treize autres détenus du camp qui n'ont pas participé à l'évasion mais qui seront fusillés avec eux pour dissuader les autres. Feldhendler en conclut qu'il faut absolument que les 600 personnes du camp s'enfuient toutes ensemble, autrement ce sont des représailles épouvantables qui seraient exercées contre ceux qui seraient restés. Cependant, personne au début n'a la moindre idée de la façon dont on pourrait s'y prendre.
La situation change lorsqu'arrivent au camp le lieutenant soviétique Alexandre Petcherski dit « Sacha » et 80 autres prisonniers de guerre soviétiques. Ces soldats ont conservé un moral solide et leur expérience de la guerre les rendent physiquement et moralement capables de résister. De plus, Petcherski est un bon organisateur, qui se rend compte qu'il peut, et doit, faire confiance à ses compagnons.
Un soir, les SS font danser les prisonniers par couples et ces gens qui ont tout perdu se rapprochent les uns des autres. Au cours de cette danse, Luka tombe amoureuse de Petcherski. Dans les jours qui suivent, le plan de l'évasion est préparé. L'idée de Petcherski est simple : bien qu'il y ait dans le camp plus de 150 gardes ukrainiens armés, ils ne sont dirigés que par une poignée de gardiens SS. Il faudrait les éliminer de manière coordonnée. Pour cela il faudrait exploiter deux choses : leur respect du règlement et leur avidité. Alexandre révèle à Luka qu'il a une femme et un enfant et qu'il les aime. Luka lui en donne pas moins une chemise en gage de son amour, elle l'a cousue et elle doit le protéger.
Arrive le jour de l'évasion, les prisonniers juifs mettent à exécution leurs plans, sous la direction de Petcherski : ils liquident quelques SS et s'emparent aussi d'armes à feu et initient une révolte pour trouver la liberté.
Plus de 300 juifs atteignent la forêt et Petcherski rejoint l'Armée rouge pour continuer le combat jusqu'à la fin de la guerre.

## Fiche technique
- Réalisation : Jack Gold
- Scénario : basé sur le livre de Thomas Blatt, lui-même inspiré des témoignages de survivants.
- Date de diffusion : 1987

## Distribution
Source : générique du film Les Rescapés de Sobibor
- Alan Arkin : Léon Feldhendler
- Joanna Pacula : « Luka » (de)
- Rutger Hauer : Alexander « Sasha » Petcherski
- Hartmut Becker : Gustav Wagner
- Eric P. Caspar : Capitaine Franz Reichleitner
- Wolfgang Bathke : Sergent Hurst
- Kurt Raab : Sergent Karl Frenzel
- Klaus Grunberg : Sergent Erich Bauer
- Hugo Bower : Sergent Beckmann
- Henning Gissel : Sergent Josef Fallaster
- Ullrich Haupt Jr. : Sergent Wolk
- Henry Stolow : Lieutenant Niemann
- Emil Wolk : Samuel
- Simon Gregor : Shlomo
- Linal Haft : Kapo Porchek
- Peter Jonfield : Kapo Sturm
- Misa Janketic : Kapo Berlimer
- Dejan Cavic : Kapo Spitz
- Predrag Milinkovic : Kapo Jacob
- Jason Norman : Toivi Blatt
- Robert Gwilym : Chaim Engel
- Eli Nathenson : Moses Szmajzner
- Patti Love : Eda Lichtman
- Judith Sharp : Bajle
- Ellis Van Maarseveen : Selma Engel-Wijnberg
- David Miller : Mundek
- Jack Chissick : Hershal
- Ned Vukovic : Morris
- Sara Sugarman : Naomi
- Dijana Krzanic : Esther
- Irfan Mensur : Kalimali
- Zoran Stojiljkovic : Boris
- Zlatan Fazlagic : Weiss
- Svetolik Nikacevik : le vieil homme

## Œuvre similaire
Le film Sobibor (2018) de Constantin Khabenski traite du même sujet.